# Sangiaccato di Pristina
Il sangiaccato di Pristina (in albanese Sanxhaku i Prishtinës) era un'unità amministrativa ottomana istituita con le riforme fatte nell'Impero ottomano nel 1864 e funzionò fino al 1912. Apparteneva amministrativamente al Vilayet del Kosovo e il suo capoluogo era la città di Pristina.
Durante il 1898, il ruolo di Pristina come centro regionale andò diminuendo. Il mytesarif (amministratore del sangiaccato) Valinazif Pasha, non aveva l'appoggio degli albanesi, che guardavano con sospetto i cambiamenti in atto nell'Impero. Nel 1912 l'area e la città di Pristina furono occupate dall'esercito serbo che furono annesse al Regno di Serbia.

## Demografia
Secondo i documenti del 1905-1906, il sangiaccato aveva una popolazione di 364.915 abitanti. I registri che fornivano i dati sull'appartenenza religiosa rilevarono 254.605 residenti di fede musulmana (albanesi) e 110.310 cristiani (albanesi cattolici e ortodossi di etnia/nazionalità albanese, serba, bulgara e romena).

## Divisione amministrativa
Il sangiaccato di Pristina era formato da sei kaza (distretti):
- Kaza di Pristina,
- Kaza di Gjilan
- Kaza di Presevo
- Kaza di Vushtrri
- Kaza di Mitrovica
- Kaza di Jeni-Pazar.

La regione di Gjilan comprendeva i territori delle odierne città di Gjilan, Kamenica, Vitisë, alcune parti di Pristina, Ferizaj, Kaçanik e Bujanovac, che comprendevano più di 190 villaggi.
Fino al 1912 il sangiaccato era composto dalle seguenti kaza:
- Kaza di Pristina
- Kaza di Mitrovica
- Kaza di Vuititern
- Kaza di Gjilan
- Kaza di Presevo